# ZSU-57-2
ZSU-57-2 (Ob'yekt 500) là một loại pháo phòng không tự hành (SPAAG) của Liên Xô. Vũ khí là hai khẩu pháo tự động 57 mm. 'ZSU' là từ viết tắt của Zenitnaya Samokhodnaya Ustanovka (tiếng Nga: Зенитная Самоходная Установка), nghĩa là "hệ thống pháo phòng không tự hành" đặt trên khung gầm xe xích. '57' là cỡ nòng của pháo tính theo đơn vị mm và '2' là số lượng pháo được trang bị trên xe. Đây là hệ thống pháo phòng không tự hành bánh xích được sản xuất hàng loạt đầu tiên của Liên Xô. Ở Liên Xô nó có biệt danh không chính thức là "Sparka", có nghĩa là "cặp đôi", để chỉ 2 khẩu pháo tự động trang bị cho xe.

## Lịch sử sản xuất
Trong Thế chiến II, máy bay tấn công mặt đất nổi lên như một mối đe dọa đáng kể cho các đơn vị cơ giới di chuyển. các khẩu súng AA khi đó không có đủ điều kiện và thời gian để triển khai ngăn chặn. Do đó cần một loại phương tiện cơ động được trang bị pháo hoặc súng máy để chống máy bay là cần thiết và Wirbelwind của Đức quốc xã được sử dụng vào cuối thế chiến thứ hai là một loại phương tiện như thế và nó rất có hiệu quả.
Năm 1942, các kỹ sư Liên Xô phát triển T-60-3. Chiếc xe dựa trên khung gầm xe tăng hạng nhẹ T-60, được trang bị hai súng máy hạng nặng DShK 12,7 mm, nhưng các mẫu thử nghiệm đã không đi vào sản xuất vì sai sót trong thiết kế. SPAAG SU-72 và một số xe thử nghiệm khác dựa trên khung gầm xe tăng hạng nhẹ T-60 hoặc T-70 được trang bị pháo 37 mm cũng đã được thử nghiệm từ 1942 đến 1943. ZSU-37 dựa trên khung gầm của súng tự hành SU-76M (SPG) và được trang bị pháo 37 mm chống máy bay trong một tháp pháo mở đầu xoay bọc thép. Chiếc xe vào sản xuất trong tháng 2 năm 1945 và sản xuất quy mô nhỏ cho đến khi năm 1948. 
Sau Thế chiến II, hỏa lực của một khẩu 37 mm AA không có hiệu quả chống lại máy bay tốc độ cao và mục tiêu ở độ cao thấp. SPAAG dựa trên khung gầm xe tăng hạng nhẹ có khả năng cơ động hạn chế trong địa hình khó khăn, làm chậm tốc độ và phạm vi không đủ so với xe tăng trung bình và Spgs. Vì vậy ZSU-37 được nghỉ hưu vào cuối những năm 1940.
- Zsu-57-2 nguyên mẫu

Nhiều năm sau chiến tranh thế giới thứ II, không có mô hình SPAAG mới ở Liên Xô, ngoại trừ BTR-152A (được trang bị 2 hoặc 4 súng máy hạng nặng KPV 14,5 mm). Chiếc xe đó đã được chỉ định ZTPU-2 hoặc ZTPU-4 tương ứng và BTR-40A (ZTPU-2).
Tháng 2 năm 1946, do Cục Thiết kế công trình số 174 ở Omsk và Viện Nghiên cứu số 58 ở Kaliningrad, Moscow Oblast đệ trình một dự án chung cho một SPAAG dựa trên khung xe tăng T-34, được trang bị với bốn pháo AA 37 mm. Tuy nhiên, dự án đã không tiến hành do mong muốn tập trung sự chú ý trên khung gầm xe tăng mới nhất có sẵn.
Phòng thiết kế của Viện Nghiên cứu số 58 (NII-58) [3] (trước đây gọi là Phòng thiết kế Trung ương pháo binh, TsAKB), dưới sự giám sát của VG Grabin, bắt đầu phát triển của một cặp pháo 57 mm S-68 tự động chống máy bay súng dựa trên 57 mm S-60 vào mùa xuân năm 1947. S-68 nguyên mẫu, đã sẵn sàng vào năm 1948. 

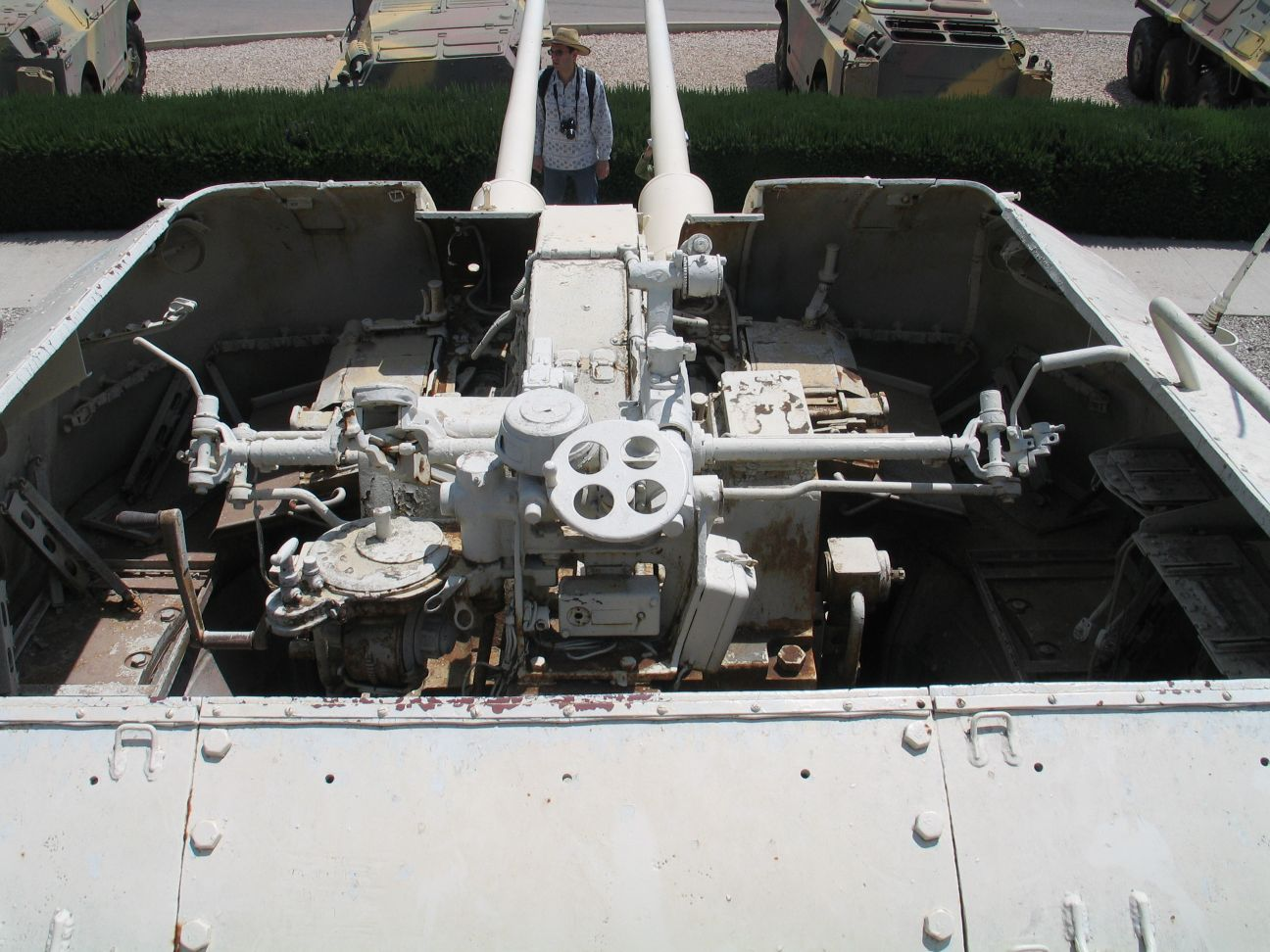
Chi tiết của cặp pháo 57mm.

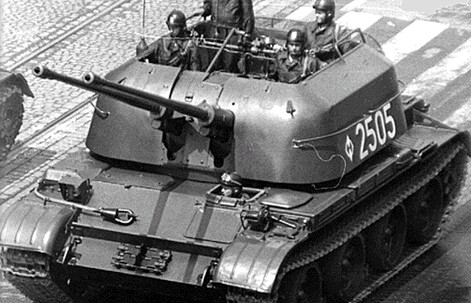
ZSU-57-2 trên đường phố.

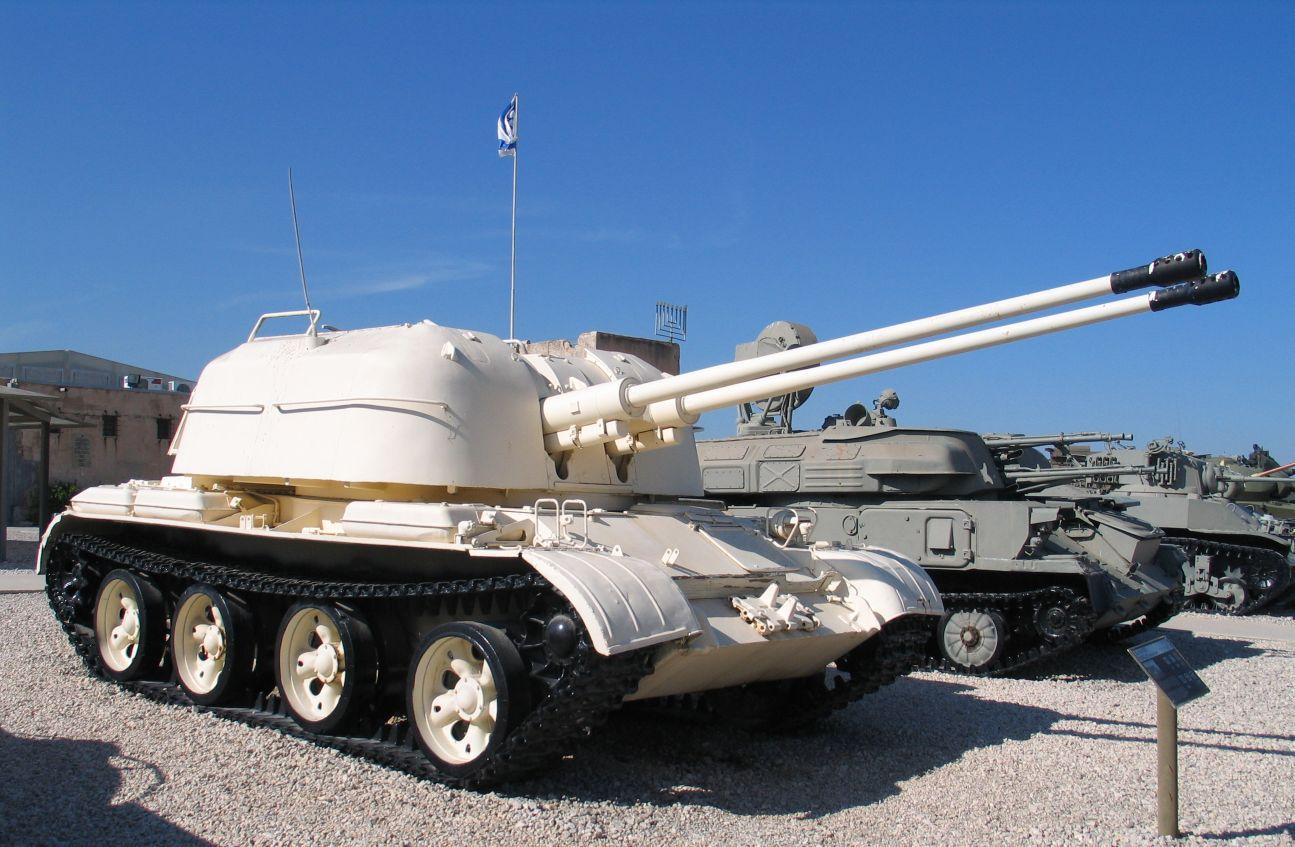
ZSU-57-2 của Syri hoặc Ai Cập bị quân đội Israel bắt được trưng bày ở Viện Bảo tàng Yad la-Shiryon, Israel, in 2005.

Dự án cuối cùng của các zsu-57-2 (Ob'yekt 500), được trang bị với cặp S-68 và dựa trên khung gầm của T-54, được hoàn thành vào năm 1948. Nguyên mẫu đầu tiên zsu-57-2 được xây dựng vào năm 1950, lần thứ hai trong tháng 12 năm 1950. Sau khi thử nghiệm chính thức diễn ra từ ngày 27 tháng 1 và 15 tháng 3 năm 1951, trong đó chiếc xe đã được lái khoảng 1.500 km và bắn 2000 phát, sáu nguyên mẫu được xây dựng để thử nghiệm. Những nguyên mẫu có bao gồm một số cải tiến, chẳng hạn như tăng tải đạn (300 viên đạn), nhưng phát triển ngừng lại do sự vắng mặt của khẩu súng cải tiến S-68A. Trong năm 1952 và 1953, nhiều cập nhật khác nhau được tiếp tục. Các cuộc kiểm tra, trong đó hai chiếc xe tham gia, diễn ra trong tháng 12 năm 1954. Điều này là do sự chậm trễ trong sự phát triển của pháo S-68. ZSU 57-2 chính thức đưa vào phục vụ trong quân đội Liên Xô vào ngày 14 tháng 2 năm 1955.

## Lịch sử chiến đấu

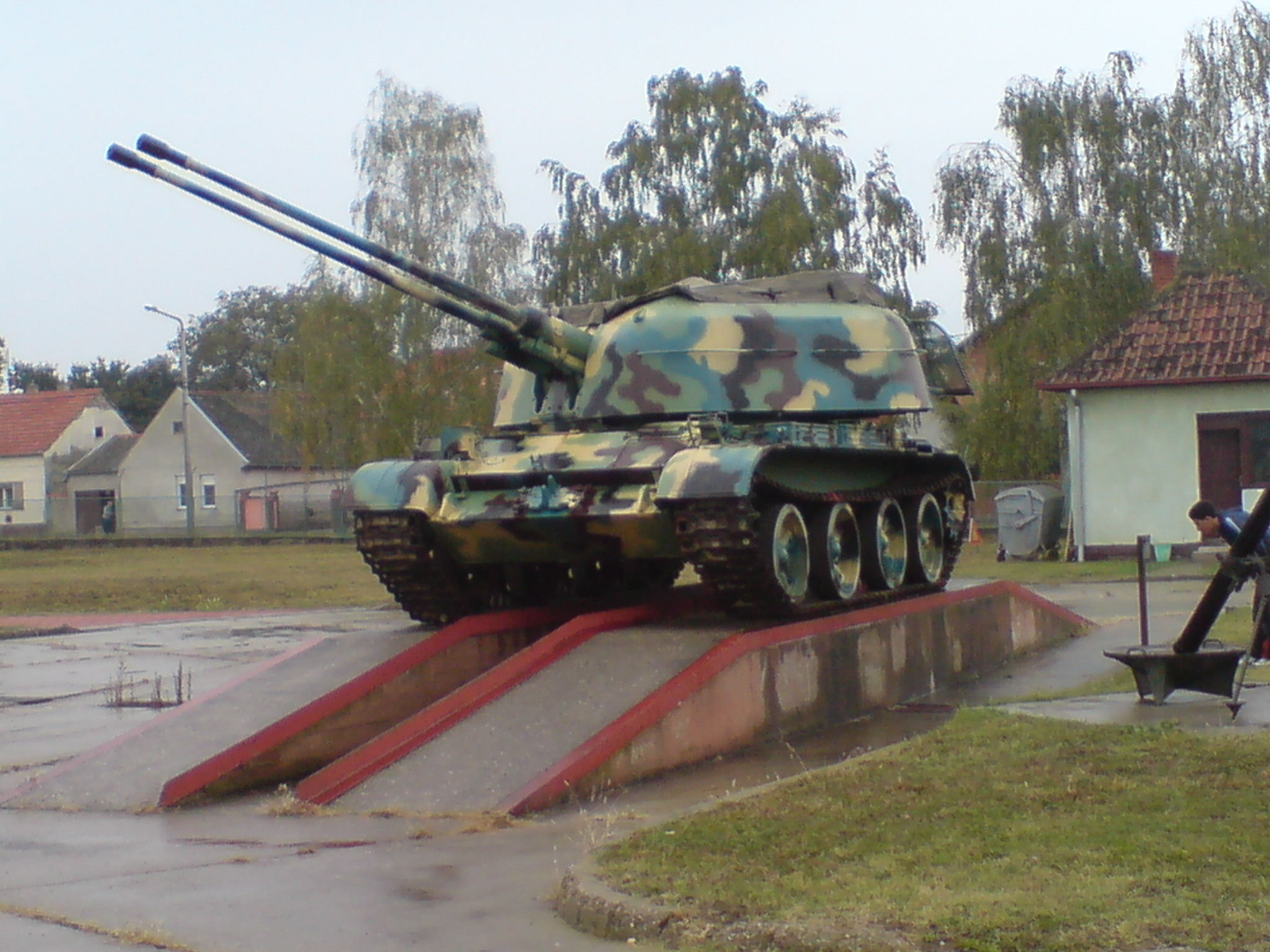
ZSU-57-2 của Croatia trong bảo tàng chiến tranh Vukovar

- 1959–75 Chiến tranh Việt Nam (Bắc Việt)
- 1967 Chiến tranh sáu ngày (Ai Cập)
- 1973 Chiến tranh Yom Kippur (Ai Cập và Syria)
- 1975–2002 Nội chiến Angola
- 1979 Chiến tranh biên giới Việt–Trung (Việt Nam)
- 1980–1988 Chiến tranh Iran–Iraq (Iran và Iraq)
- 1982 Chiến tranh Lebanon (Syria)
- 1990–91 Chiến tranh vùng Vịnh Ba Tư lần thứ nhất (Iraq)
- 1991–2001 Chiến tranh Nam Tư
  - 1991 Chiến tranh mười ngày
  - 1991–95 Chiến tranh giành độc lập của Croatia
  - 1992–95 Chiến tranh Bosnia
  - 1995–96 NATO ném bom Republika Srpska
  - 1996–99 Chiến tranh Kosovo
    - 1999 NATO ném bom Cộng hòa Liên bang Nam Tư
- 2003 – Chiến tranh vùng Vịnh Ba Tư lần thứ hai
  - 2003 – Cuộc tấn công Iraq
- 2011 Nội chiến Syria

## Các quốc gia sử dụng

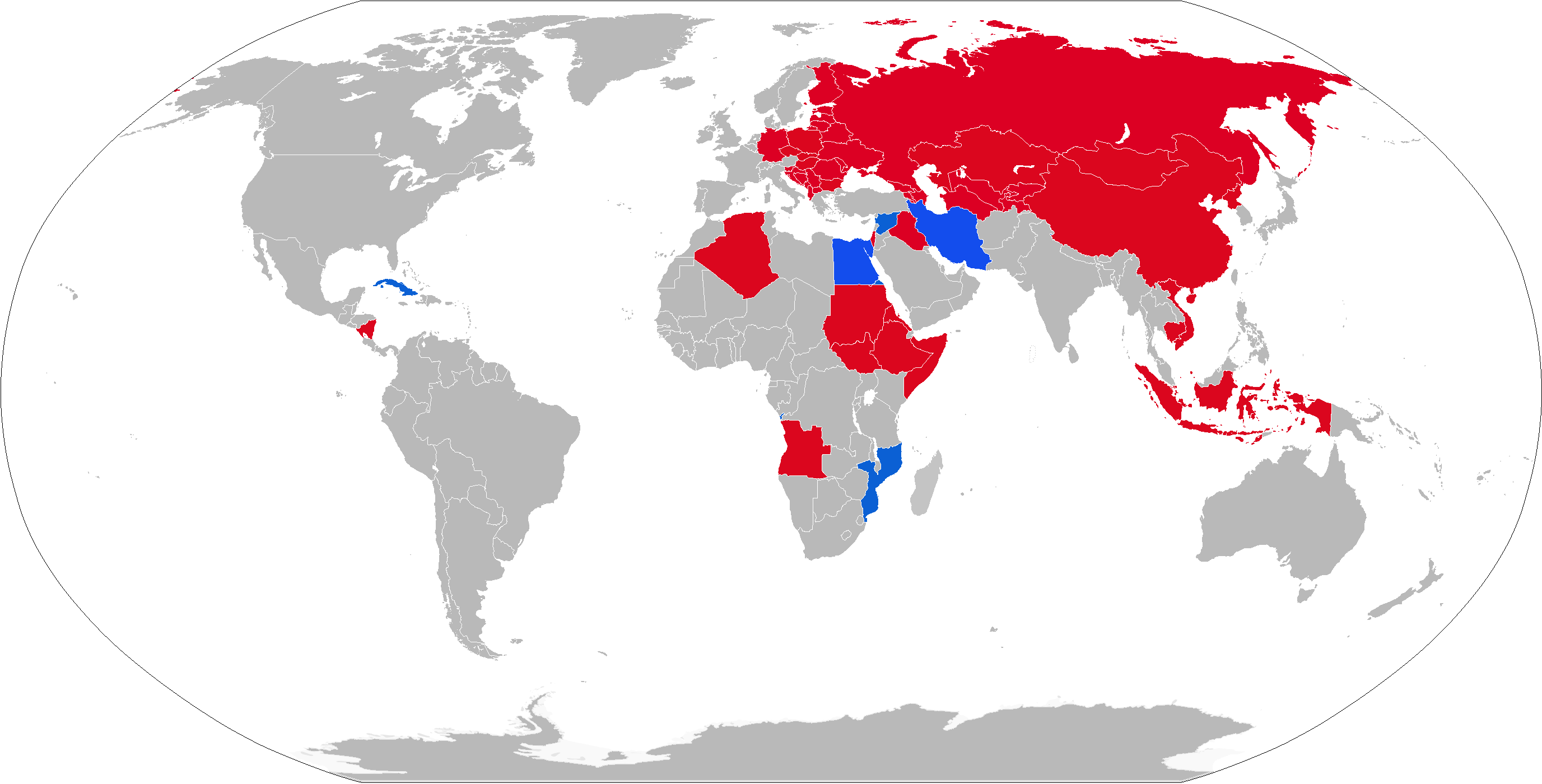
Lập bản đồ với các nhà khái thác ZSU-57-2 màu xanh lam với các nhà khái thác cũ màu đỏ

### Nhà khái thác hiện tại
- Algeria -[3][10] 45 chiếc được đặt hàng vào năm 1974 và được chuyển giao từ năm 1975 đến năm 1976 (những chiếc xe này trước đây thuộc biên chế của Liên Xô)[4]
- Angola -[3] 40 chiếc được đặt hàng từ Liên Xô vào năm 1975 và được giao trong khoảng thời gian từ 1975 đến 1976 (những chiếc xe này trước đây thuộc biên chế của Liên Xô).[4] Tất cả 40 ZSU-57-2 s hiện đang phục vụ[11]
- Campuchia -[3]
- Trung Quốc – Đã nhận một số ít từ Iraq để thiết kế lại.[7][12] PRC vận hành một số lượng nhỏ SPAAGs Loại 80.[3][7][10]
- Cuba -[13] nhận 25 ZSU-57-2 s đóng quân trên đảo đặt hàng năm 1963 từ Liên Xô (xe trước đây đã phục vụ lên đến vài năm trong biên chế Liên Xô)[3][4][10]
- Ai Cập – 100 chiếc được đặt hàng từ Liên Xô vào năm 1960 và được giao trong khoảng thời gian từ năm 1961 đến năm 1962.[4] 40 chiếc vẫn còn trong biên chế.[10][14][15][16]
- Eritrea – Nhận được một số từ Ethiopia.
- Ethiopia -[3] 10 chiếc được Liên Xô đặt hàng vào năm 1977 và được chuyển giao vào năm 1978 (những chiếc trước đây thuộc biên chế của Liên Xô).[4]
- Hungary -[3][13]  24 chiếc phục vụ năm 1964–1970 , Thành phố Vác 1964 có tất cả 24 xe, và 1967-4 (6x4 = 24) xe trong các Lữ đoàn xe tăng (các xe trước đây thuộc biên chế Liên Xô).[4]
- Indonesia -[3]
- Bắc Triều Tiên – 250 tháp pháo ZSU-57-2 được đặt hàng vào năm 1967 và được chuyển giao từ năm 1968 đến năm 1977 (các tháp pháo này trước đây được lắp trên những chiếc ZSU-57-2 của Liên Xô ). Chúng được Triều Tiên trang bị trên khung gầm Type 59.[4] Tất cả các phương tiện vẫn hoạt động vào năm 2000.[10]
- Mozambique -[3][10] 20 chiếc được đặt hàng từ Liên Xô vào năm 1982 và được chuyển giao từ năm 1983 đến năm 1984 (những chiếc xe này trước đây thuộc biên chế của Liên Xô).[4]
- Sudan -[3]
- Syria -[10] 250 chiếc được đặt hàng từ Liên Xô vào năm 1966 và được giao trong khoảng thời gian từ năm 1967 đến năm 1973. 10 chiếc được đưa vào phục vụ năm 2005.[17]
- Việt Nam – Lúc cao điểm có 500 ZSU-57-2 s đang phục vụ trong quân đội Việt Nam. Hiện có 200 chiếc đang hoạt động.[1][10]

### Nhà khai thác cũ
- Bulgaria
- Bosnia & Herzegovina – Được giao nhiều vào năm 2012.
- Phần Lan –[13] 12[18] đặt hàng từ Liên Xô vào năm 1960 và chuyển giao từ năm 1960 đến năm 1961.[4][18] Loại khỏi biên chế năm 2006.[18]
- Đông Đức -129 chiếc được đặt hàng vào năm 1957 từ Liên Xô và được chuyển giao từ năm 1957 đến năm 1961.[4] Được thay thế bởi ZSU-23-4 "Shilka" SPAAGs từ năm 1967 đến năm 1974. Nó hoàn toàn bị loại khỏi biên chế Đông Đức vào năm 1979. Một số đã được chuyển đổi vào xe đào tạo lái xe FAB 500U. Chúng đã được chuyển giao cho nhà nước Đức thống nhất.[3]
- Đức –FAB 500U lấy từ Quân đội Đông Đức . Tất cả đã được bán cho các nước khác hoặc bị loại bỏ.
- Iran –[3][10][13] 100 chiếc ZSU-57-2 được đặt hàng từ Liên Xô vào năm 1966 và được chuyển giao trong khoảng thời gian từ năm 1967 đến năm 1968 (những chiếc xe này trước đó đã phục vụ vài năm trong quân đội Liên Xô).[4]  Khoảng 90 chiếc vẫn hoạt động cho đến năm 2002[3]
- Iraq – 100 chiếc ZSU-57-2 được đặt hàng từ Liên Xô vào năm 1970 và chúng được chuyển giao trong khoảng thời gian từ năm 1971 đến năm 1973 (những chiếc xe này trước đó đã phục vụ vài năm trong quân đội Liên Xô).[4] Một số ít đã được cung cấp cho Trung Quốc để thiết kế lại. Iraq cũng hoạt động một số người phiên bản Tyoe 80 s của  Trung Quốc . Tất cả ZSU-57-2 s và type 80 s đã bị phá hủy hoặc bị tháo dỡ trước năm 2003.[3][10]
- Ba Lan – 129 chiếc ZSU-57-2 được đặt hàng từ Liên Xô năm 1957 và chuyển giao từ năm 1957 đến năm 1961.[4] Được thay thế bằng ZSU-23-4 "Sziłka"..
- Republika Srpska – 25 xe vào năm 2002[19][20]
- Romania – [3] 60 chiếc được đặt hàng từ Liên Xô vào năm 1965 và được giao trong khoảng thời gian từ 1965 đến 1966 (những chiếc xe này trước đây thuộc biên chế của Liên Xô).  Bị loại bỏ vào những năm 1990 và được thay thế bằng Gepard SPAAGs.
- Slovenia – Slovenia vận hành 12 chiếc ZSU-57-2 từ năm 1991 cho đến khi chúng nghỉ hưu vào đầu những năm 2000. Một số đã được tặng cho viện bảo tàng, nhưng một số ít có thể được cất giữ.[21]
- Liên Xô – Được thay thế bằng ZSU-23-4 "Shilka" vào đầu những năm 1970; các đơn vị huấn luyện đã sử dụng ZSU-57-2 ít nhất cho đến cuối những năm 1970.
- Bắc Việt Nam –[22] 500 chiếc, trong đó có 100 chiếc đặt hàng năm 1971 từ Liên Xô và được giao trong khoảng thời gian từ năm 1971 đến năm 1972 (những chiếc trước đây thuộc biên chế Liên Xô).[4] Được truyền cho quốc gia kế thừa.
- Nam Việt Nam – Một con số được lấy từ VPA
- Nam Tư –  100 chiếc được giao từ năm 1963 đến năm 1964.[10][23]

### Trường hợp chỉ để nhiên cứu
- Tiệp Khắc –  Đã nhập khẩu một chiếc ZSU-57-2 để thử nghiệm nhưng không được áp dụng.[3]

### Trường hợp bị bắt giữ
- Croatia - Đã bắt giữ một số đơn vị trong các cuộc chiến tranh Nam Tư và vận hành chúng trong giai đoạn còn lại của cuộc chiến.
- Israel –  Đã bắt giữ một số ZSU-57-2 SPAAG từ Ai Cập hoặc Syria trong Chiến tranh Sáu ngày và vận hành chúng trong suốt thời gian còn lại của cuộc chiến.